# Pelidnota parallela
Pelidnota parallela är en skalbaggsart som beskrevs av Hardy 1975. Pelidnota parallela ingår i släktet Pelidnota och familjen Rutelidae. Inga underarter finns listade i Catalogue of Life.